# Yōhei Sasakawa
Yōhei Sasakawa (笹川 陽平 Sasakawa Yōhei?) (Tokio, 8 de enero de 1939) es actualmente presidente de Fundación Nippon, Embajador Honorario para el Control de la Lepra de la Organización Mundial de la Salud (OMS) y Embajador de Honorario en pro de la defensa de los Derechos Humanos de Pacientes de Lepra, título otorgado por el ministro de Asuntos Exteriores de Japón. Nippon Foundation es la mayor fundación con fines caritativos de todo Japón y su presidente, Sasakawa, es considerado pionero en el desarrollo de actividades de interés público desde el sector privado en Japón. Está graduado en la Facultad de Ciencias Pilíticas y Económicas de la Universidad de Meiji.

## Trayectoria
Después de trabajar como presidente de la Asociación de Carreras de Lanchas Motoras y de ser director de la Fundación Japonesa para el desarrollo de Avances Navales (Japan Foundation for Shipbuilding, ahora denominada Ocean Policy Research Foundation), en 1989 fue nombrado director general de la Nippon Foundation. En el año 2005 fue nombrado presidente de ésta, tras la retirada voluntaria de Ayako Sono.
Conocido como un experto en temas sociales e involucrado en un amplio espectro de asuntos, es reconocido internacionalmente como un activo organizador y promotor en el desarrollo de actividades a escala global. Como principales proyectos están la provisión de exámenes médicos para 200.000 niños víctimas del accidente nuclear en Chernobyl, el establecimiento de sistemas de navegación segura para los tránsitos por el Estrecho de Malacca, colaboración con el expresidente estadounidense Jimmy Carter y el premio Nobel de la Paz Dr. Norman Borlaug en la provisión de alimentos para países africanos, promoción de líderes para las siguientes generaciones mediante un plan conjunto basado en una red de becas entre 69 universidades, la invitación de 2000 doctores chinos para su formación y el desarrollo de una línea de navegación a través del océano ártico utilizable durante todo el año.
Sus actividades asistenciales a lo largo del mundo se centran en aspectos esenciales de la vida: provisión de alimentos, desarrollo de la asistencia sanitaria y mejora de la educación. Sus actividades asistenciales en Japón se han centrado en aquellas parcelas que no cubrían las políticas del gobierno, como la creación de organizaciones no gubernamentales y de voluntariado, mejora de servicios para personas de la tercera edad o discapacitadas y la donación de 20.000 vehículos de asistencia sanitaria a distintas organizaciones de todo el país.
Tanto en Japón como en otros países del mundo ha estado en la primera línea de programas de ayuda humanitaria, bajo la creencia de que en las actividades de apoyo a la solución de problemas de interés público, no basta con la utilización de fondos institucionales, sino que se requiere el compromiso y la participación personal.
Sasakawa se ha preocupado constantemente de problemas actuales que demandan soluciones basadas en la colaboración, y ha reunido para ello a personalidades de los sectores político, gubernamental, académico y privado. El Forum 2000, que ha supervisado durante 11 años junto al expresidente de la República Cheka, Vaclav Havel, reúne a expertos y personalidades relevantes de todo el mundo para la discusión de asuntos de interés global. Se han concebido y creado así programas innovadores gracias a la unión de miembros de estos sectores. Los programas que él ha desarrollado dentro de Japón afectan también a otro tipo de facetas incluyendo el desarrollo de medidas para evitar la piratería, la publicación de las actividades de los barcos espía de Corea del Norte, la formación de enfermeras, y la creación de redes de apoyo para las víctimas de crímenes. Es también conocido por los esfuerzos en la creación y promulgación de la ley básica de seguridad marítima en 2007 y su papel fundamental en la organización del Maratón de Tokio.

### Control de la lepra
Yohei Sasakawa toma el control la lepra como un asunto personal. Su padre, Ryoichi Sasakawa, que trabajó también en el control de la lepra, llevó a su hijo a una visita a las instalaciones para su tratamiento en Corea del Sur. Conmocionado por lo que contempló, sintiendo la discriminación que recibían los afectados de esta enfermedad, Yohei Sasakawa se concienció de las carencias en el control de la enfermedad, y determinó tratar de solucionar este problema por sí mismo. Sasakawa busca avances en el diálogo entre pacientes afectados de lepra, líderes gubernamentales, medios de comunicación y otras partes interesadas en varios países, incluyendo aquellos en los que el mal es endémico, con el fin de mejorar el entendimiento de la enfermedad, recalcando el aspecto de que esta es curable. Desde mayo del 2001 ha servido como Embajador Honorario para eliminación la Lepra de la Organización Mundial de la Salud.
En 1990, Sasakawa trabajó para promover una terapia de multi-medicinas (multidrug therapy o MDT), como medio de control de la lepra. Sin embargo, reconociendo que el problema va más allá de la recuperación, dada la discriminación que sufren afectados directos y familiares en ciertos ámbitos sociales como el laboral o en lo relativo a la educación de sus hijos por causa de prejuicios sociales asociados a la enfermedad, ha entendido que el tratamiento de la lepra afecta no sólo al campo de la medicina, sino que concierne también a la protección de ciertos derechos humanos. En una visita a la oficina del Comisionado Superior de las Naciones Unidas para los Derechos Humanos en julio del año 2003, sugirió que este asunto debía ser tratado primero por el Comité de las Naciones Unidas para la Protección de los Derechos Humanos (ahora United Nations Human Rights Council). En marzo del 2004, él expuso el problema de la discriminación basada en la lepra en una sesión plenaria del Comité para la Defensa de los Derechos Humanos de las Naciones Unidas. Resultado de esto, en agosto del 2004, la Subcomisión para la Promoción y Protección de los Derechos Humanos, inició estudios formales sobre la lepra y asuntos relacionados con la discriminación derivada de esta, como un tema relacionado con la defensa de los Derechos Humanos. Así, la Subcomisión en la Promoción y Protección de los Derechos Humanos aprobó de forma unánime una resolución comunicativa llamando a partes afectadas como gobiernos nacionales y organizaciones de las Naciones Unidas para trabajar en la mejora del estado actual de esta situación. Desde entonces, Sasakawa ha trabajado para resolver problemas sociales relacionados con la lepra, creando la Fundación Sasakawa para el control de la Lepra en India (año 2006) cuya misión es la ayuda para una vida independiente de las personas afectadas por la lepra y sus familias. La Fundación Sasakawa en India también recolecta donaciones de la comunidad de empresarios de la India. Los logros internacionales de Sasakawa en el control de la lepra le han llevado a recibir el Premio por la Cooperación Internacional Yomiuri, otorgado por el Diario Yomiuri Shinbum en 2004, y el premio internacional Gandhi en la India en el año 2007. Nombrado también como Embajador Honorífico para la defensa de los Derechos Humanos de las personas afectadas por la lepra, por el Gobierno japonés, trabaja en el control de la lepra como representante diplomático de Japón en la defensa diplomática de los Derechos Humanos.

### Problemas oceánicos
Hoy en día, aparte de centrar esfuerzos en los problemas sociales relacionados con la lepra, está trabajando activamente en la solución de los problemas oceánicos. Ha propuesto establecer un nuevo fondo como una medida de compensación de los gastos para la seguridad del Estrecho de Malaca, uno de los estrechos más transitados en el mundo.
Sobre la base de la idea de eliminar el concepto de que “El uso del océano es gratis” de acuerdo con el derecho de paso inocente, insiste en la necesidad de imponer coste a los usuarios considerando la actual situación internacional y actualmente está proponiendo actividades que van en contra del pensamiento tradicional. Además, está promoviendo el enfoque hacia nuevos problemas oceánicos, incluyendo la promulgación de la ley básica de seguridad marítima, bajo el concepto “Del Japón protegido por el mar al Japón en defensa del mar”. 
Sasakawa subraya la importancia de la publicación de información oficial en la promoción de las actividades de servicios públicos, y él mismo en su blog (Presidente de The Nippon Foundation, Yohei Sasakawa Blog) revela diariamente sus acciones y pensamientos. Por otro lado, con miras a lograr una sociedad en la que todos puedan participar directamente en las actividades de interés público, ha creado el sitio web (CANPAN CSR Plus), exponiendo inclusive la importancia de crear una sociedad conjunta entre el estado y las comunidades autonómicas, las organizaciones no lucrativas y las empresas.
En la actualidad, está escribiendo en la columna Seiron del periódico Sankei Shimbun, así como ensayos en el periódico Fuji Sankei Business I.

## Títulos honoríficos
- 2007 Premio Gandhi Internacional (India)
- 2007 Condecoración de Honor del Guardacostas Filipino（Filipinas）
- 2007 Condecoración de Estrella Polar (Mongolia)
- 2006 Condecoración Nacional de la República de Malí para Extranjero “Premio Commandeur” (Malí)
- 2004 Premio Cooperación Internacional de Yomiuri (Periódico Yomiuri Shimbun)
- 2003 Premio Especial de UMM (Universidad Marítima Mundial)
- 2003 Condecoración Nacional de la República de Madagascar (Madagascar)
- 2003 Premio al Mérito Cultural (Camboya)
- 2003 Condecoración de la Familia Real de Camboya“Premio Commandeur”(Camboya)
- 2001 Premio Gandhi Milenio (India)
- 2001 Medalla Conmemorativa de Honor del Presidente Havel (República Checa)
- 2000 Medalla de Honor de Menerbes (Francia)
- 2000 Premio para Periodista / Green Pen del Medio Ambiente Asiático y Pacífico
- 2000 Premio Gran Oficial (Rumania)
- 1998 Premio de Oro “Salud para Todos” de la Organización Mundial de la Salud (OMS)
- 1998 Premio de Reino Hachemita de Jordania (Jordania)
- 1997 Premio de Sanidad de China (China)
- 1996 Condecoración de Hazaña de la República del Perú (Premio Comendador) (Perú)
- 1996 Premio Inca de Oro de la República del Perú (Perú)
- 1996 Rusia “Condecoración de Amistad” (Federación de Rusia)
- 1996 Premio de Servicio al Estado del Presidente de Ucrania / Condecoración Meritoria de Tercera Clase (Ucrania)
- 1996 Condecoración Frantsiska Scarina (República de Bielorrusia)
- 1995 Gran Condecoración Le Grand Étoiles（República de Yibuti）
- 1989 Premio Grand Officier de L’Ordre du Mono (República Togolesa)

## Títulos académicos
- 2007 Doctor Honorario de Rochester Institute of Technology (Estados Unidos de América)
- 2006 Profesor Honorario de la Universidad Marítima de Dairen (China)
- 2005 Doctor Honorario de la Universidad Jadavpur (India)
- 2004 Profesor Honorario de la Universidad Marítima de Shanghái (China)
- 2004 Profesor Honorario de la Universidad Marítima Mundial (Suecia)
- 2004 Profesor Honorario de la Universidad de Kuron (China)
- 2004 Profesor Honorario de la Universidad Médica de Harbin (China)
- 2003 Profesor Honorario de la Universidad Médica de China (China)
- 2003 Doctor Honorario de la Academia de Ciencia Económica (Mongolia)
- 2001 Profesor Honorario de la Universidad Yanbian (China)
- 2001 Doctor Honorario de la Universidad de Bucarest (Rumania)
- 2001 Doctor Honorario de la Universidad de Cape Coast (Ghana)